# Flabellamon kuehnelti
Flabellamon kuehnelti is een krabbensoort uit de familie van de Potamidae. De wetenschappelijke naam van de soort is voor het eerst geldig gepubliceerd in 1963 door Pretzmann.